# Wyton, East Riding of Yorkshire
Wyton är en by i civil parish Bilton, i distriktet East Riding of Yorkshire, i grevskapet East Riding of Yorkshire, i England. Byn är belägen 5 km från Hedon. Wyton var en civil parish 1866–1935 när blev den en del av Bilton. Civil parish hade 111 invånare år 1931. Byn nämndes i Domedagsboken (Domesday Book) år 1086, och kallades då Widetun(e).